# إتش غريغ لويس
إتش غريغ لويس (بالإنجليزية: H. Gregg Lewis)‏ هو اقتصادي أمريكي، ولد في 9 مايو 1914 في هومر في الولايات المتحدة، وتوفي في 25 يناير 1992 في تشابل هيل في الولايات المتحدة.